# Gore Verbinski

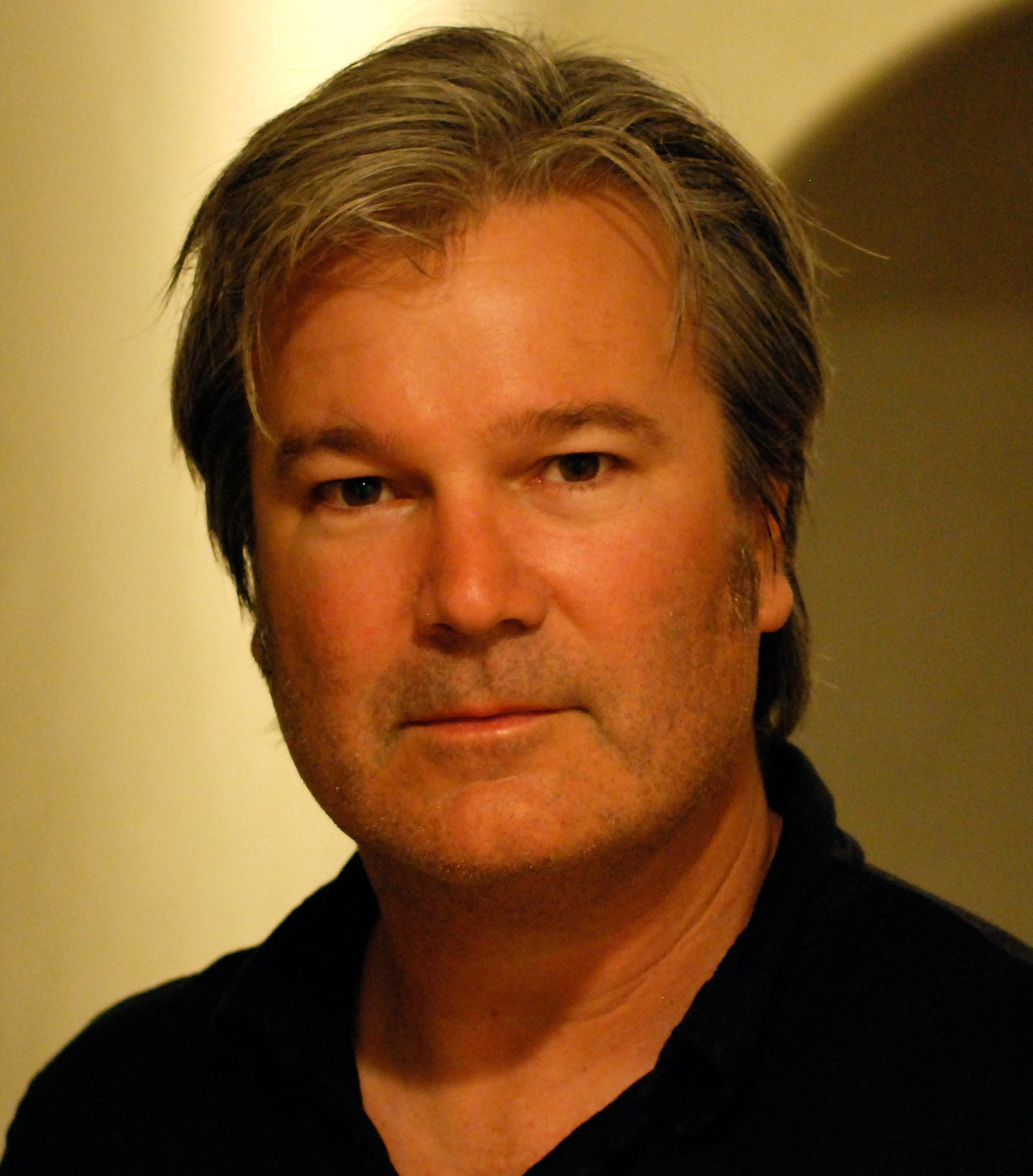
Gore Verbinski, 2010

Gregor Justin „Gore“ Verbinski (* 16. März 1964 in Oak Ridge, Tennessee) ist ein US-amerikanischer Filmregisseur.

## Biografie

### Ausbildung und erste Werbespots
Gore Verbinski wurde 1964 als Sohn eines polnischen Kernphysikers in Oak Ridge, Tennessee, geboren, später übersiedelte seine Familie ins kalifornische San Diego. Schon als Teenager begann sich Verbinski neben seiner Leidenschaft für die Musik auch für den Film zu interessieren, was sich in 8-mm-Filmen widerspiegelte, die er mit seinen Freunden aufnahm. Er begann ein Studium der Filmwissenschaft an der University of California (UCLA) in Los Angeles, das er 1987 erfolgreich mit dem Bachelor of Fine Arts abschloss. Es folgten Musikvideos für alternative Bands wie L7, Bad Religion, NOFX und Monster Magnet, in den späten 1990ern auch für das DJ-Duo The Crystal Method, ehe Verbinski 1993 in der Werbebranche fußfasste. Der große Erfolg kam zwei Jahre später mit der populären Budweiser-Kampagne, für die er die rülpsenden Budweiser-Frösche kreierte. Seine Werbespots, in denen er auch Michael Jordan für den Sportartikelhersteller Nike in Szene setzte, brachten Verbinski unter anderem vier Clio Awards und den Silbernen Löwen von Cannes ein. Musikalisch betätigte sich Verbinski unter anderem zwischenzeitlich als Gitarrist der Punkbands Little Kings und Daredevils. Bei den Daredevils, die er gemeinsam mit Brett Gurewitz von Bad Religion und Josh Freese von den Vandals gründete, kam es jedoch nicht zu mehr als der Single Hate You, die 1996 veröffentlicht wurde.

### Filmkarriere

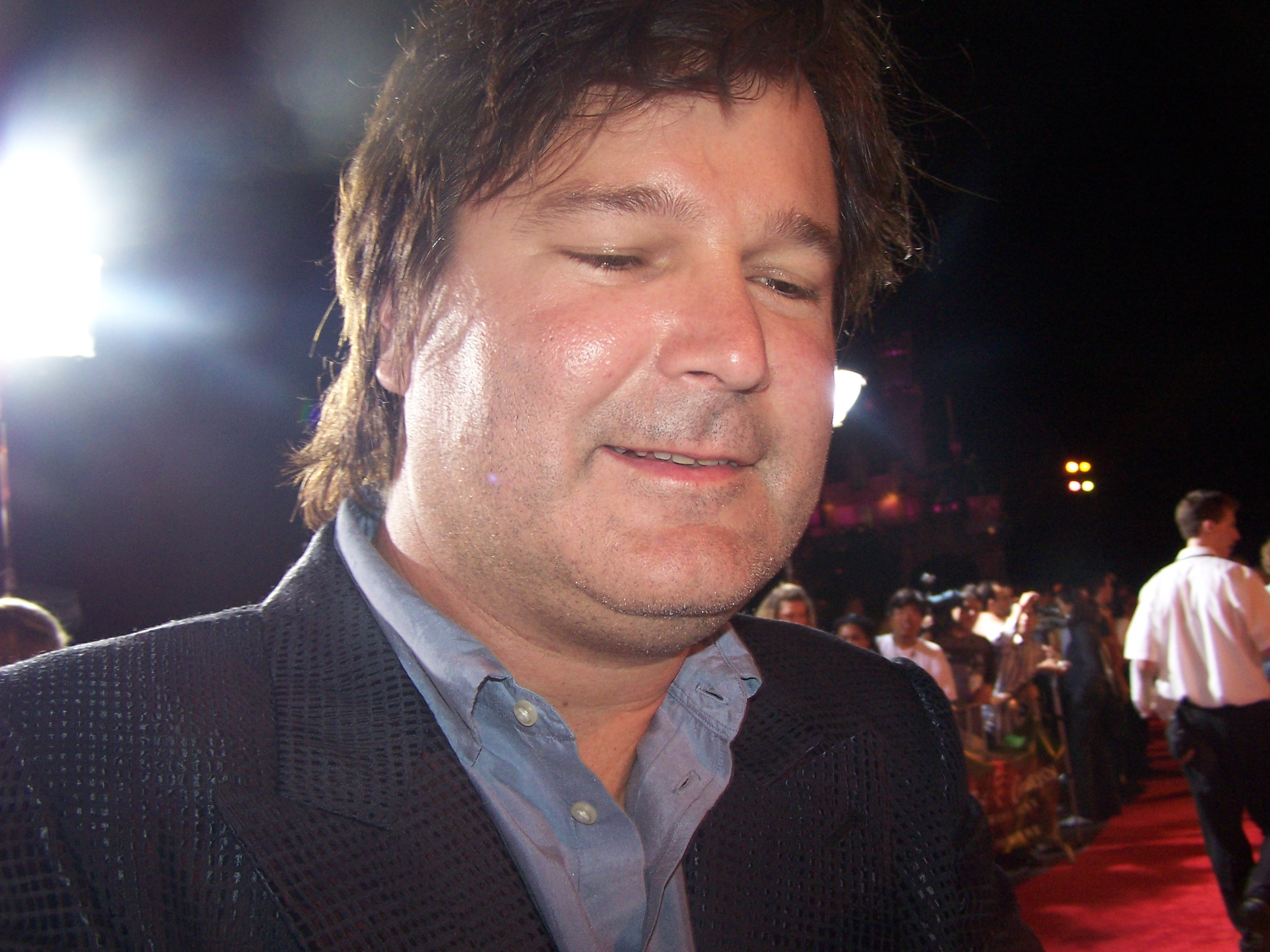
Gore Verbinski, 2004

Nach den großen Erfolgen in der Werbebranche schrieb Verbinski das Drehbuch zum Kurzfilm The Ritual, den er 1996 mit Branden Williams verfilmte. Ein Jahr später erhielt Verbinski den Regieposten für die DreamWorks-Komödie Mäusejagd, in der Nathan Lane und Lee Evans versuchen, ihre geerbte antike Villa von einer schier übermächtigen kleinen Maus zu befreien. Der 38 Mio. US-Dollar teuren Produktion war an den US-amerikanischen Kinokassen Erfolg beschieden; der Film spielte weltweit einen Bruttogewinn von über 122 Mio. US-Dollar ein. Es folgte die Gangsterkomödie The Mexican – Eine heiße Liebe mit Julia Roberts und Brad Pitt in den Hauptrollen, die zwar an den Erfolg von Mäusejagd anknüpfen konnte, jedoch dem Regisseur gespaltene Kritiken einbrachten. Den internationalen Erfolg ebnete Verbinski 2002 die Produktion Ring, die amerikanische Neuverfilmung des japanischen Horrorfilmes Ringu aus dem Jahre 1998. Die subtile Geschichte um ein todbringendes Videotape verhalf Hauptdarstellerin Naomi Watts zum Durchbruch in Hollywood, und Verbinski erhielt großes Lob seitens der Kritiker für seine kunstvolle, genreuntypische Inszenierung. Die 45 Mio. US-Dollar teure Produktion avancierte zum weltweiten Erfolg und spielte allein in den USA fast das Dreifache ihrer Produktionskosten wieder ein. Im selben Jahr sprang Verbinski für die letzten achtzehn Drehtage zu The Time Machine ein, nachdem der Regisseur Simon Wells seine Arbeit erschöpft unterbrochen hatte und erst wieder bei der Postproduktion mitwirken konnte.
Der Erfolg blieb Gore Verbinski auch bei seinem dritten Kinospielfilm, dem zwischen Liebeskomödie und Abenteuerfilm angesiedelten Fluch der Karibik treu. In der 125 Mio. US-Dollar teuren Disney-Produktion belebte er den totgeglaubten Piratenfilm mit Johnny Depp in der Rolle des charismatischen Captain Jack Sparrow, der mit seiner Schauspielleistung zum großen Publikumserfolg des Films beitrug. Die Produktion um die verfluchte Mannschaft eines Piratenschiffes, lose auf der Handlung der Attraktion Pirates of the Caribbean in den Disney-Freizeitparks basierend, wurde 2004 für fünf Oscars nominiert. Verbinski selbst wurde 2004 u. a. von der Academy of Science Fiction, Fantasy & Horror Films für einen Saturn Award als bester Regisseur nominiert. Fluch der Karibik spielte allein in den USA über 300 Mio. US-Dollar ein und festigte Verbinskis Platz als einer der erfolgreichsten Regisseure Hollywoods. Mit nur vier Kinofilmen gelang es dem Regisseur, weltweit einen Gewinn von mehr als einer Milliarde US-Dollar zu erzielen. Fluch der Karibik folgten zwei finanziell erfolgreiche Fortsetzungen (Pirates of the Caribbean – Fluch der Karibik 2, 2006; Pirates of the Caribbean – Am Ende der Welt), die weltweit fast zwei Milliarden US-Dollar einspielten. Um sie zu realisieren, hatte Verbinski den Regieposten für The Ring 2 an den Japaner Hideo Nakata abgeben müssen. 2005 entstand die Tragikomödie The Weather Man mit Nicolas Cage, Michael Caine und Hope Davis in den Hauptrollen, die jedoch nicht an den großen Erfolg vorangegangener Produktionen anknüpfen konnte.
Im April 2009 gab Verbinski bekannt, auf die Regie bei einem geplanten vierten Teil von Pirates of the Caribbean (Pirates of the Caribbean: On Stranger Tides, 2011) zu verzichten, für die sein Regiekollege Rob Marshall verpflichtet wurde. Stattdessen beschäftigte er sich mit der Verfilmung des Videospieles BioShock, wobei er jedoch die Rolle des Regisseurs an Juan Carlos Fresnadillo weitergab, da er rechtlich durch die Universal Studios an den animierten Spielfilm Rango gebunden war. Dieser brachte ihm 2012 einen Oscar in der Kategorie bester animierter Spielfilm ein. 2013 geriet allerdings Verbinskis Film The Lone Ranger zu einem künstlerischen und kommerziellen Misserfolg, und auch mit seinem bislang letzten Film A cure for wellness von 2016 konnte der Regisseur nicht an frühere Erfolge anknüpfen.
Gore Verbinski meidet, soweit es geht, die Öffentlichkeit. Er ist verheiratet und hat zwei Söhne. Die Familie lebt in Los Angeles.

## Filmografie

### Regisseur
- 1996: The Ritual (Kurzfilm)
- 1997: Mäusejagd (Mousehunt)
- 2001: Mexican – Eine heiße Liebe (The Mexican)
- 2002: Ring (The Ring)
- 2003: Fluch der Karibik (Pirates of the Caribbean: The Curse of the Black Pearl)
- 2005: The Weather Man
- 2006: Pirates of the Caribbean – Fluch der Karibik 2 (Pirates of the Caribbean: Dead Man’s Chest)
- 2007: Pirates of the Caribbean – Am Ende der Welt (Pirates of the Caribbean: At World’s End)
- 2011: Rango
- 2013: Lone Ranger (The Lone Ranger)
- 2016: A Cure for Wellness

### Filmproduzent
- 2011: Rango
- 2013: Lone Ranger (The Lone Ranger)
- 2013: Das erstaunliche Leben des Walter Mitty (als Executive Producer)
- 2016: A Cure for Wellness
- 2021: The Last Son

## Auszeichnungen
Oscar
- 2012: Bester Animationsfilm für Rango

British Academy Film Award
- 2012: Bester animierter Spielfilm für Rango

Academy of Science Fiction, Fantasy & Horror Films
- 2004: nominiert als bester Regisseur für Fluch der Karibik

Amanda Awards
- 2004: nominiert in der Kategorie Bester ausländischer Film für Fluch der Karibik

Goldene Himbeere
- 2014: Schlechtestes Prequel, Remake oder Fortsetzung für Lone Ranger
- 2014: nominiert in der Kategorie Schlechtester Film für Lone Ranger